# Molí d'en Coloma
El Molí d'en Coloma, també coneguda com a Mas Canals, és una masia de Subirats (Alt Penedès), situada a 1 km de la carretera C-243, km 15,1.

## Descripció
És una masia formada per dos cossos de planta rectangular, separats entre ells per un passadís ample; aquesta separació no es tradueix, però, a l'exterior, ja que els dos edificis resten tancats per un mur, de forma que l'aparença és la d'un sol edifici. La masia consta de baixos, primer pis, golfes i una torratxa de planta quadrada ubicada entre els dos edificis anteriorment descrits, amb finestres triforades als quatre vents, coronada per merlets de maó de forma triangular. La coberta d'un dels cossos és de teula a dues vessants, mentre que la de l'altre edifici és a quatre vessants. La masia presenta les cantoneres de pedra treballada. Al davant de la casa hi ha un jardí. Es conserven les restes d'una premsa de paper.
L'edifici té una capella adossada, d'una sola nau, amb absis poligonal i campanar d'espadanya.
Actualment l'edifici és la seu de les Caves Sumarroca. Pertany a l'hisenda de les Cases de Can Flabiol.

## Història
El nom de Molí d'en Coloma li ve a aquest edifici del fet que és un antic molí paperer del segle XVIII, que aleshores s'anomenava Mas Canals.